# Ghost-riding
Ghost-riding eller ghost-riding the whip (där whip betyder fordon) är ett fenomen, ursprungligen från USA, där en bil ställs in att gå av sig självt (till exempel med farthållare), samtidigt som föraren och ofta även eventuella passagerare dansar ovanpå och runt bilen medan den fortfarande rör sig. Det är en hiphop-subgenre med rötterna i Oakland, Kalifornien, och anses mycket farlig att utöva. Under 2006 bekräftatdes minst tre dödsfall i USA, men man räknade med ett visst mörkertal utöver dessa.

### Fotnoter
1. ↑  ”Do not try this at home”. Aftonbladet. 8 januari 2007. http://www.aftonbladet.se/nyheter/article11029682.ab. Läst 7 oktober 2016.